# 켈렌 콜먼
켈런 콜먼(Kelen Coleman, 1984년 4월 19일 ~ )은 미국의 배우이다.
내슈빌에서 태어났다.

## 출연 작품

### 영화
- 파이어드 업! (2009)
- What's Life Got to Do with It? (2011) - 줄리 역 (단편)
- Dorfman in Love (2011) - 몰리 역
- 옥수수밭의 아이들 (2011) - 앨리 역
- A True Story (2013) - 캐런 역
- 실종: 악령의 부활 (2013) - 릴리 역
- 엘에이 문라이트 (2015, The Night Is Young)
- 가짜 암살자의 진짜 회고록 (2016)
- Better Off Single (2016) - 로럴라이 역

### 텔레비전
- CSI: 뉴욕 (2008)
- 오피스 (2009-10)
- 하트 오브 딕시 (2012)
- 민디 프로젝트 (2012-13)
- 뉴스룸 (2012-13)
- 수퍼 펀 나이트 (2013)
- 캘리포니케이션 (2014)
- 스캔들 (2014)
- The McCarthys (2014-15)
- 빅 리틀 라이즈 (2017, 2019)
- Me, Myself & I (2017-18)
- 범죄의 재구성 (2019-20)
- 매그넘 P.I. (2021)